# École nationale supérieure des arts décoratifs
Pour les articles homonymes, voir Arts décoratifs (homonymie).
Ne doit pas être confondu avec Les Arts décoratifs.
 (décembre 2012).
Si vous disposez d'ouvrages ou d'articles de référence ou si vous connaissez des sites web de qualité traitant du thème abordé ici, merci de compléter l'article en donnant les références utiles à sa vérifiabilité et en les liant à la section « Notes et références ».
L'École nationale supérieure des arts décoratifs de Paris ou École des arts décoratifs - PSL, communément dénommée les Arts décoratifs ou les Arts-Déco, est une école d'art et de design fondée aux XVIIIe et XIXe siècles, située 31, rue d'Ulm à Paris dans le 5e arrondissement, établissement-composante de l'Université PSL.

## Présentation
L'École nationale supérieure des arts décoratifs de Paris (EnsAD) est un établissement public d'enseignement supérieur relevant du ministère de la Culture ayant pour mission la formation de haut niveau, artistique, scientifique et technique d’artistes et de designers.
Lieu de foisonnement intellectuel, créatif et artistique, l'École propose dix spécialisations : architecture intérieure, art-espace, cinéma d'animation, design graphique, design objet, design textile et matière, design vêtement, image imprimée, photo/vidéo, scénographie. Elle accueille en moyenne 700 étudiants, français et étrangers. La formation se déroule sur cinq années. Le diplôme de l'École est un diplôme d'État, il confère le grade de master.
Le laboratoire de recherche de l'École (EnsadLab) offre plusieurs groupes de recherche couvrant les champs des arts et du design et accueille en moyenne 50 étudiants chercheurs et doctorants.
L'École est membre de l'université PSL, dont elle est un établissement-composante depuis le 25 janvier 2025. Dans ce cadre, elle participe à la formation doctorale SACRe (Sciences, Arts, Création, Recherche) dont l'ambition est de rapprocher artistes, créateurs et scientifiques.
Elle est membre d'un large réseau d'associations internationales et développe en outre des relations avec 110 écoles supérieures et universités d’art dans le monde.
L'École est également membre de la Conférence des grandes écoles.

## Histoire

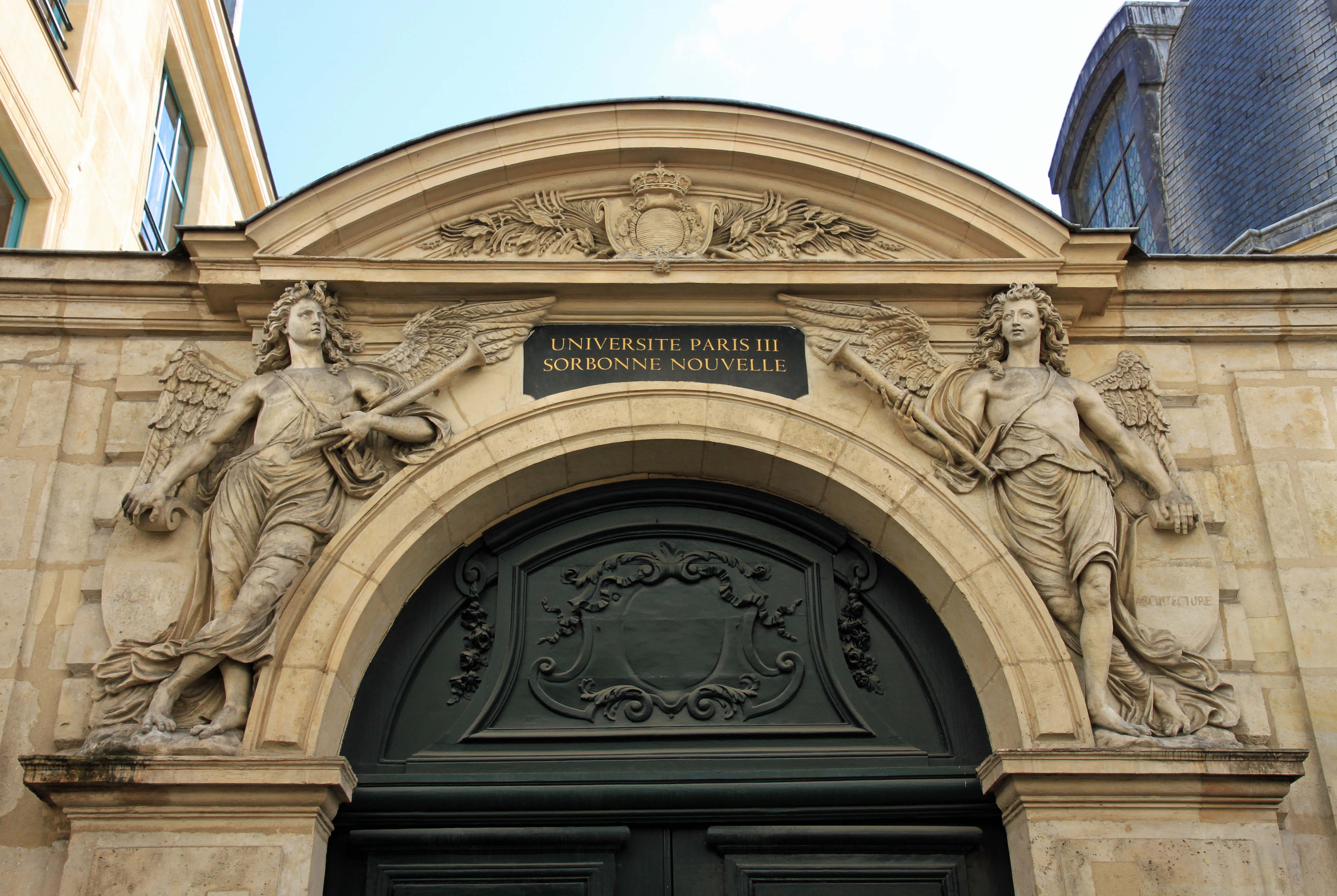
L'entrée de l'ancien bâtiment de l'École royale gratuite de dessin pour garçons, rue de l'École-de-Médecine à Paris.

L'École des arts décoratifs est née de l'École royale gratuite de dessin créée en 1766 par Jean-Jacques Bachelier (1724-1806), ouverte officiellement en 1767 par lettres patentes du roi Louis XV, et de l'École spéciale et gratuite de dessin pour les jeunes personnes, souhaitée par Bachelier dès les années 1780 et mise en place en 1802 par la peintre Marie Frère de Montizon (née Turben, 1760 ?-1845), école ouverte officiellement en 1803 et subventionnée par l’État à partir de 1810. Il s'agissait alors de développer les métiers relatifs aux arts et d'accroître ainsi la qualité des produits de l'industrie. Les cours de l'École de garçons étaient donnés dans ce qui est aujourd'hui le 5 de la rue de l'École-de-Médecine, un bâtiment toujours à l'enseigne de l'École qui, pour accueillir le collège de Bourgogne, a été élevé sur un cimetière juif aménagé au Moyen Âge dans les ruines d'une bâtisse gallo-romaine du temps de l'empereur Julien le Philosophe et est actuellement affecté à l'université de Paris III-Sorbonne Nouvelle.
À proximité se situait l'École de filles, qui rejoint l'ancien collège des Cordeliers au 7 rue Touraine-Saint-Germain (actuelle rue Dupuytren).
Par l'apprentissage exigeant et rigoureux du dessin, avec des estampes comme modèles, l'École associait métier et culture, intelligence et sensibilité, afin que les meilleurs artisans deviennent des artistes créateurs. À la base de la formation des garçons, le dessin comprenant géométrie, figure et ornement, visait à contrer la débauche de pittoresque à l'époque et « à rendre la précision familière ». Aux filles, étaient enseignés les quatre genres (figure, ornement, animaux et fleurs), l'École, selon la fondatrice, devant offrir aux femmes « le moyen d'augmenter leurs ressources par une heureuse industrie », même s'il va lui être reprochée de former davantage des artistes que des ouvrières.
De 1841 à 1869, Horace Lecoq de Boisbaudran, utilisant une méthode d'enseignement originale — l'éducation de la mémoire pittoresque —, forma dans l'École de garçons quantité de jeunes artistes parmi lesquels des célébrités comme Fantin-Latour, Dalou, Rodin, etc. Jean-Hilaire Belloc choisit le docteur Simon Noël Dupré (1814-1885) pour remplacer le professeur d'anatomie mais, non titulaire, il doit partir au bout de deux ans car le titre de professeur chargé du cours lui est refusé, et ce malgré l'opposition de ses élèves. L'École de garçons porte alors le nom d'« École impériale spéciale de dessin et de mathématiques ».
Si Rosa Bonheur dirigea avec fierté l'École pour filles pendant plus de dix ans, sa remplaçante, la peintre en miniatures Nelly Marandon de Montyel, y introduisit de profondes transformations, logée désormais au 10 bis de la rue de Seine : de nouveaux cours, avec l'entrée de nombreux professeurs, et une variété importante d'approches du dessin (d'après le modèle vivant ou de mémoire par exemple).
En 1877, après plusieurs changements d'appellations (dont celle de « Petite École »), l'institution (pour garçons) prend le nom d'École nationale des arts décoratifs, qui regroupera en 1890 les deux Écoles, avec désormais deux sections (filles et garçons), restant chacune à leur adresse respective avant de déménager rue d'Ulm en 1928 — les femmes sont alors logées au 4e étage, certains cours destinés aux garçons leur seront ouverts au cours des années 1930. À partir de ces années, l'École explore de nouveaux domaines, en particulier les arts graphiques. Cassandre crée en 1932 un cours libre sur l'affiche publicitaire.

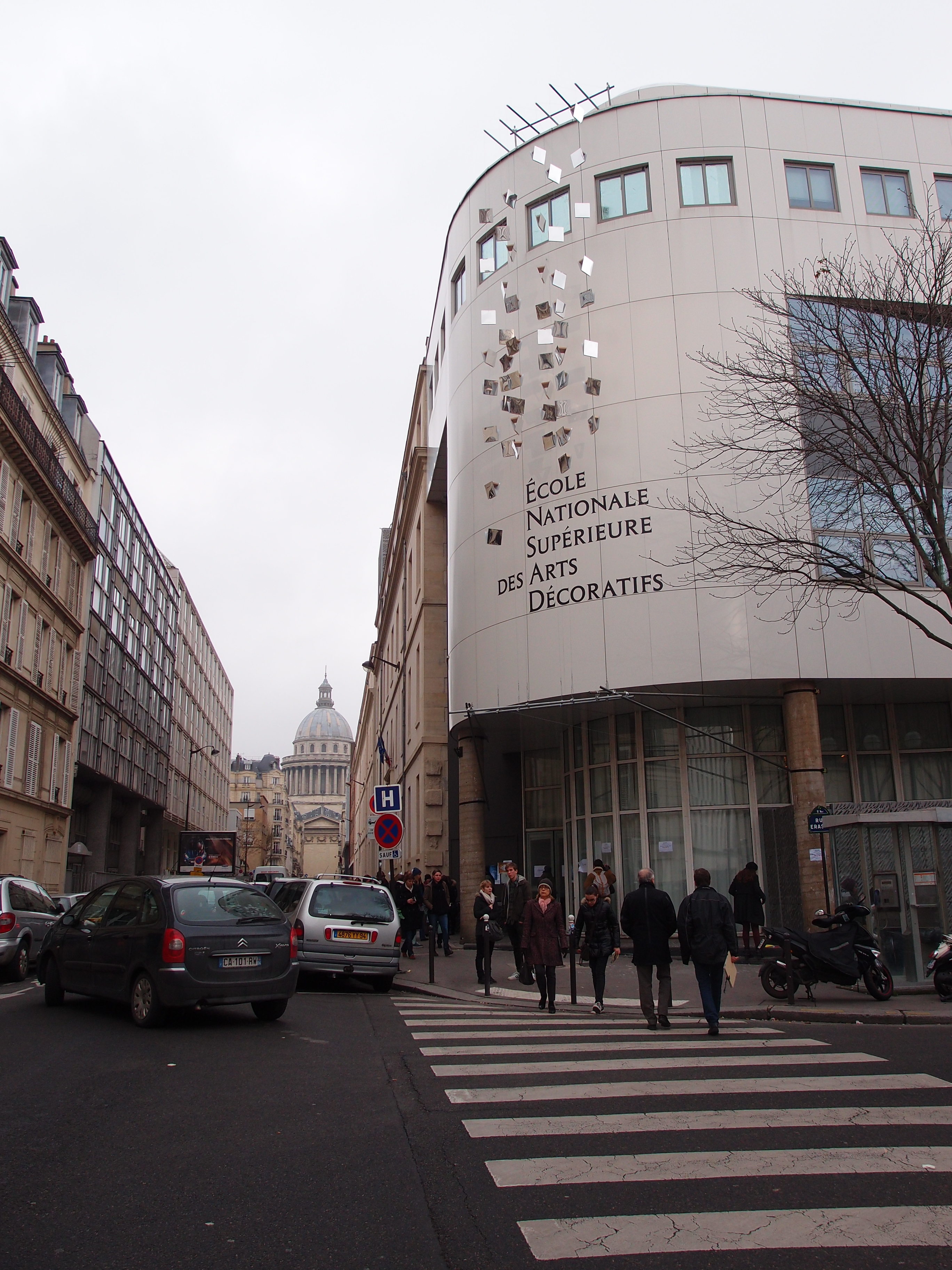
Entrée de l'École nationale supérieure des arts décoratifs, rue d'Ulm à Paris (2013).

Après-guerre, sous l'impulsion de son directeur Léon Moussinac, l'École se recentre autour de l'architecture intérieure. Elle devient mixte en 1949.
En 1962, Jacques Adnet fait appel à Roger Tallon pour mettre en place ce qui s'appelait encore « esthétique industrielle » et qui sera de facto le premier enseignement de design industriel en France.
En 1966, Jean Widmer apporte un bouleversement similaire dans les « arts graphiques » qui deviendront plus tard le « graphic design ». En mai 68, en parallèle avec les Beaux-Arts de Paris, l'École occupée abrite un des ateliers de sérigraphie appelé "atelier populaire de Mai 68", qui produisait des centaines des affiches murales et slogans de Mai 68. La fin des années 1960 et le début des années 1970 sont l'occasion d'autres bouleversements qui sont toujours en adéquation avec un fort engagement militant et politique de ses professeurs et responsables. De nombreuses disciplines prennent une nouvelle importance, d'autres apparaissent : textile, design vêtement, animation, photographie, scénographie, vidéo, mobilier ou infographie. La pédagogie se fait plus réflexive et plus expérimentale.
En 2007, l'Ecole des Arts Décoratifs s'engage sur la voie de la recherche avec la création de l'Ensadlab, laboratoire pionnier en France de la recherche par l'art et le design. Il permet de former artistes et designers à la recherche-création par le prisme d'un doctorat ancré dans la pratique à la croisée de l’art, du design, des humanités et des sciences.

## Personnalités liées à l'établissement

### Directeurs
- 1766-1806 (école de garçons): Jean-Jacques Bachelier
- 1802-1829 (école de filles) : Marie Frère de Montizon
- 1806-1831 (g) : Jean-Charles Nicaise Perrin
- 1829-1849 (f) : Thérèse-Justine et Flore Frère de Montizon
- 1831-1866 (g) : Jean-Hilaire Belloc
- 1848 (f) : Raymond Bonheur
- 1849-1860 (f) : Rosa Bonheur
- 1860-1890 (f) : Nelly Marandon de Montyel
- 1866-1869 (g) : Horace Lecoq de Boisbaudran
- 1869-1877 (g) : Alphonse Laurent-Jan
- 1877-1908 : Auguste Louvrier de Lajolais
- 1908-1925 : Eugène Édouard Morand
- 1926-1931 : Maurice Couyba
- 1931-1941 : Léon Deshairs
- 1941-1943 : Paul Landowski
- 1943-1945 : Paul Tournon
- 1945-1959 : Léon Moussinac
- 1959-1971 : Jacques Adnet
- 1971-1990 : Michel Tourlière
- 1990-2002 : Richard Peduzzi
- 2002-2008 : Patrick Raynaud
- 2008-2013 : Geneviève Gallot[14]
- 2014-2018 : Marc Partouche
- depuis 2018 : Emmanuel Tibloux[15]

### Enseignants
- Charles Auffret (1929-2001), sculpteur
- Élisabeth Ballet, artiste
- Pierre Bernard (graphiste), cofondateur de Grapus et de l'Atelier de création graphique
- Samuel Bianchini, artiste
- Jeanne Bogureau, répétitrice de dessin de 1897 à 1904, décoratrice à la Manufacture de Sèvres
- Albert Boton, typographe
- Louis Briat
- Maurice Brianchon, peintre, de 1936 à 1949
- Guillaume Cabasson, de 1878 à 1884
- Cassandre
- Paul Charlemagne (1892-1972), artiste peintre, de 1931 à 1947
- Augustine Corduan, professeure de gravure sur bois
- Katy Couprie, illustratrice, peintre, photographe
- Robert Couturier (1905-2008), sculpteur, de 1946 à 1963
- Édouard Cuyer (1852-1929), anatomiste
- Pierre Dandelot, peintre animalier
- Alain Declercq, artiste, plasticien
- Guillaume Dégé, artiste, sinologue
- Stéphane Degoutin, artiste
- Brice Dellsperger, artiste
- Adolphe Dervaux (1871-1945), architecte
- Léon Deshairs (1874-1967), historien de l'art, écrivain et dessinateur
- François Desnoyer, peintre, dès 1938
- Jean-Paul Douliot, professeur d'architecture, de 1823 à 1834
- Henri Foucault, artiste
- Jacques Gaucheron, écrivain, de 1969 à 1985
- Luc Gauthier, peintre
- Charles Genuys, professeur puis sous-directeur de l'école
- Marcel Gromaire, peintre
- Hector Guimard, architecte, designer et décorateur
- Clarisse Hahn, artiste, réalisatrice
- Nathalie Junod Ponsard, artiste visuelle
- Joseph Vital Lacaze, peintre
- Jean Lagarrigue, illustrateur, codirecteur artistique du magazine Esquire
- Robert Lapoujade, peintre, graveur et cinéaste
- Sébastien Laudenbach, réalisateur, scénariste
- Horace Lecoq de Boisbaudran, peintre, auteur de L'Éducation de la mémoire
- Raymond Legueult, peintre
- Jean-Philippe Lenclos, coloriste et auteur d'ouvrages sur la couleur et l'architecture
- Natacha Lesueur, photographe
- Fanette Mellier, graphiste
- Aimé Millet (1819-1891), professeur de sculpture, de février 1870 à 1891
- Philippe Millot (graphiste), enseignant en typographie
- Aurélie Mossé, designer-chercheure
- Eugène Édouard Morand, dès 1908
- Joseph-André Motte, décorateur, designer et architecte d'intérieur
- René Henry Munsch (1894-1974), dessinateur, professeur de calligraphie
- Paul Niclausse (1879-1958), professeur de sculpture, en 1930
- Maxime Old (1910-1991 ), architecte d'intérieur-décorateur, de 1962 à 1979
- Henri-Marius Petit (1913-2009), sculpteur
- Jean-Louis Pradel (1946-2013), historien d'art, enseigne les sciences humaine et l'histoire de l'art contemporain à partir de 1976, animait l'atelier de rencontres.
- Michel Ragon, écrivain, de 1972 à 1985
- Paul Renouard, peintre, professeur de peinture, dès 1903
- Roland Schär, artiste
- Kristina Solomoukha, artiste
- Roger Tallon, dessinateur industriel
- Marc Tanguy, peintre
- Paul Tournon, architecte
- Unglee, plasticien
- Pascal Vinardel, peintre
- Eugène Viollet-le-Duc, professeur de composition et d'ornements, de 1834 à 1850
- Jean Widmer, graphiste

### Aumôniers
- 1965 - Pierre de Grauw (1921-2016), religieux augustin, sculpteur[16]

### Élèves
- Robert Louis Antral, peintre
- Philippe Apeloig, graphiste
- Georges Arditi, peintre
- Geneviève Asse, peintre
- Pénélope Bagieu, auteur de bande dessinée, illustratrice
- Bernard Baissait, graphiste
- Meriem Bennani, artiste multimédia
- Ronan Bouroullec, décorateur
- Julien Baillargeon, réalisateur
- Denis Bajram, auteur de bande dessinée
- François Baron-Renouard, peintre
- Marc Baumann, peintre
- André Beauce, peintre
- Marc Bellini, photographe
- Jean-Claude Bertrand, peintre
- Pierre Bismuth, plasticien
- François Boisrond, peintre
- Lucien Bonvallet, dessinateur, décorateur, dinandier
- Émile Bouneau, peintre
- Maurice Brianchon, peintre
- Gaston Broquet, sculpteur
- Silas Broux, peintre
- Louis Cane, peintre, sculpteur
- Louis de Casabianca, peintre, architecte
- Céelle, artiste peintre
- Claude Closky, plasticien
- André Eugène Costilhes (1865-1940), peintre, décorateur
- Sylvaine Dampierre, documentariste
- David Daoud, peintre
- Rébecca Dautremer, graphiste, illustratrice
- Henri Déchanet, peintre, vitrailliste
- Gabriel Delmas, artiste peintre, photographe, auteur de bande dessinée
- Bernadette Delrieu, plasticienne
- Jean-Claude Denis, auteur de bande dessinée
- Hervé Di Rosa, peintre, sculpteur
- Henri Dubouillon, Architecte Art Déco et Art Nouveau
- Jean Dorville, peintre, lithographe, décorateur
- Ernest Dükü, peintre, sculpteur
- Philippe Dupuy, auteur de bande dessinée
- Robert Falcucci, peintre, décorateur, affichiste
- Valentin Fabre, architecte de salle de spectacle
- Laurent Fétis, graphiste
- Étienne Fermigier, designer
- Raymond Feuillatte, peintre
- Christian Frain de la Gaulayrie, peintre
- Georges-Fourrier, dit Geo-Fourrier, peintre, illustrateur, graveur
- Antonio Gallego, plasticien
- Marcel Gascoin, créateur de meubles en série
- Roger-Edgar Gillet, peintre
- Jean-Paul Goude, photographe
- Roger Gounot, peintre, graveur
- Isabelle Guedon, styliste
- Adolphe Grimault, peintre, aquarelliste
- Emmanuel Guibert, auteur de bandes dessinées
- Auguste-Alexandre Guillaumot, graveur, peintre, dessinateur
- Hector Guimard, architecte, designer, décorateur
- Jean Hélion, peintre
- Camille Henrot, plasticienne
- Lucienne Heuvelmans, première femme lauréate d'un grand prix de Rome
- Pierre Huyghe, plasticien
- Albert Huyot, peintre
- Rémy Hysbergue, peintre
- Honoré Icard, sculpteur
- Marcel Ichac, cinéaste, photographe
- Max Ingrand, maître-verrier, décorateur
- Antoine Jacquemond, peintre
- André Juillard, auteur de bande dessinée
- Pierre Jutand, peintre
- Georges-André Klein, peintre
- Jean Labasque, peintre
- Jean Labellie, peintre
- Jean-Francis Laglenne, peintre
- Patrice Larue, illustrateur, peintre
- Mathieu Lauffray, auteur de bande dessinée
- Jean-Yves Lechevallier, sculpteur, plasticien
- Fernand Léger, peintre
- René Legrand, peintre
- Thérèse Lemoine-Lagron, peintre, aquarelliste
- Georges Léonnec, illustrateur
- Marcel Lods, architecte
- Hervé Loilier, peintre
- Jeanne Macaigne, illustratrice, dessinatrice
- Julien Magre, photographe
- Carlo Maiolini, peintre
- Malo-Renault, pastelliste, graveur, illustrateur
- Henri Malvaux, peintre, designer, plasticien, directeur d'école d'art
- Gérard Manset, musicien[17]
- Albert Marquet, peintre, élève en 1890
- Paule Marrot, designeuse textile
- Camille Martin, peintre, graveur et relieur de l'Ecole de Nancy
- Sandrine Martin, illustratrice, dessinatrice et scénariste de bande dessinée
- Mathurin Méheut, illustrateur, peintre, enseignant
- Robert Mermet, sculpteur
- Annette Messager, plasticienne
- Catherine Meurisse (née en 1980), illustratrice, dessinatrice de presse, auteure de bande dessinée
- Yves Millecamps, tapissier, peintre
- Albert Miserey, sculpteur
- Étienne Mineur, designer
- Ferdinand Mifliez, dit Misti, illustrateur
- Jean-Jacques Morvan, peintre, sculpteur, graveur
- M/M (Paris), artistes, graphistes
- Jean Mulatier, caricaturiste, photographe
- Victor Nicolas, sculpteur
- Ronan Olier, peintre
- Chana Orloff, sculptrice
- Marcel Peltier, peintre, lithographe
- Éliane Petit de La Villéon, peintre, graveur, sculptrice
- Francis Picabia, peintre
- Aude Picault, auteure de bande dessinée
- Georgette Piccon, peintre
- Arthur de Pins, auteur de films d'animation et de bande dessinée
- Geneviève Pons, designeuse, directrice de 1952 à 1972 de la Maîtrise des Galeries Lafayette
- Alain Pontecorvo, peintre
- Benoît Preteseille, auteur de bande dessinée
- Jeanne Puchol, auteur de bande dessinée
- Danielle Quarante, designeuse
- Bernard Quentin, peintre, plasticien, sculpteur
- Philippe Quesne, scénographe, metteur en scène, directeur du Théâtre des Amandiers
- Neda Razavipour (1969-), artiste iranienne
- Alfred Georges Regner (1902-1987), peintre, graveur
- Robert Racca (1932-2005), architecte-décorateur
- Édouard Renaudin (1890-1980), dessinateur, peintre
- Patrice Ricord, caricaturiste, portraitiste, romancier
- Abdallah Sadouk, peintre, sculpteur, graveur, lithographe
- Anri Sala, plasticien
- Émile Savitry (1903-1967), peintre, photographe
- Émile-Allain Séguy (1877-1951), peintre décorateur Art nouveau et Art déco
- Tony Selmersheim, architecte, décorateur, concepteur de meubles
- Laurent Seroussi, photographe, réalisateur, graphiste, metteur en scène
- Maïlys Seydoux-Dumas, peintre, graveur
- Jacques Tardi, auteur de bande dessinée
- Paul Térade (1869-1954), architecte et artiste peintre
- Annie Tribel, designeuse
- Mireille Vautier, peintre, illustratrice et plasticienne
- Jean Vénitien, peintre et illustrateur
- Vanessa Vérillon, illustratrice, graphiste et affichiste
- Martin Veyron, auteur de bande dessinée
- Paul Villiers, peintre
- Antoine Vivenel, entrepreneur général de l'hôtel de ville de Paris
- Elsa Werth, plasticienne
- Jean-Didier Wolfromm, critique littéraire, romancier
- Julien Barthélémy, musicien, Stupeflip
- Stéphane Bellenger, musicien signant sous le nom de Cadillac, étroitement lié à Stupeflip
- Damien Valero (en), artiste plasticien
- Marilou Dadat, styliste

## Classements académiques
Le magazine L'Étudiant fait certaines années un classement des « écoles de design produit préférées des pros », il existe environ 77 écoles de design produit en France et l'ENSAD est régulièrement classée dans le top 10,.
| Classements français                                     | Classements français | Classements français | Classements français | Classements français | Classements français |
| -------------------------------------------------------- | -------------------- | -------------------- | -------------------- | -------------------- | -------------------- |
|                                                          | 2013                 | 2014                 | 2015                 | 2016                 | 2017                 |
| L'Étudiant (écoles de design produit préférées des pros) | -                    | 4e                   | -                    | -                    | 7e                   |
| Palmarès internationaux                                  |                      |                      |                      |                      |                      |
| -                                                        | -                    | -                    | -                    | -                    | -                    |